# 朗戴·霍利斯-杰弗森
朗戴·贾昆·霍利斯-杰弗森（英語：Rondae Jaquan Hollis-Jefferson，1995年1月3日—）為美国裔约旦男子籃球運動員，司职得分後衛或小前锋。
霍利斯-杰弗森在美国賓夕法尼亞州切斯特长大，距离科比·布莱恩特家乡仅半小时车程，他从小视科比为偶像。霍利斯-杰弗森以公认的五星高中生评级加入亚利桑那大学，他在大二结束后选择进入职业篮坛。
他在2015年NBA选秀中被波特蘭拓荒者以首轮第23顺位选中，随后被交易至布鲁克林篮网。在NBA打了6年球后转战其他各国联赛。2023年7月被约旦归化，为约旦国家男子篮球队效力。
他在2023年世界盃籃球賽上身着24号球衣，发挥出色，且球风和科比相仿，被许多球迷认为像左撇子版的科比，得到「約旦科比」的美稱。而他本人也表示科比為他的偶像，相信科比與他同在。